# Oullins Reneklode

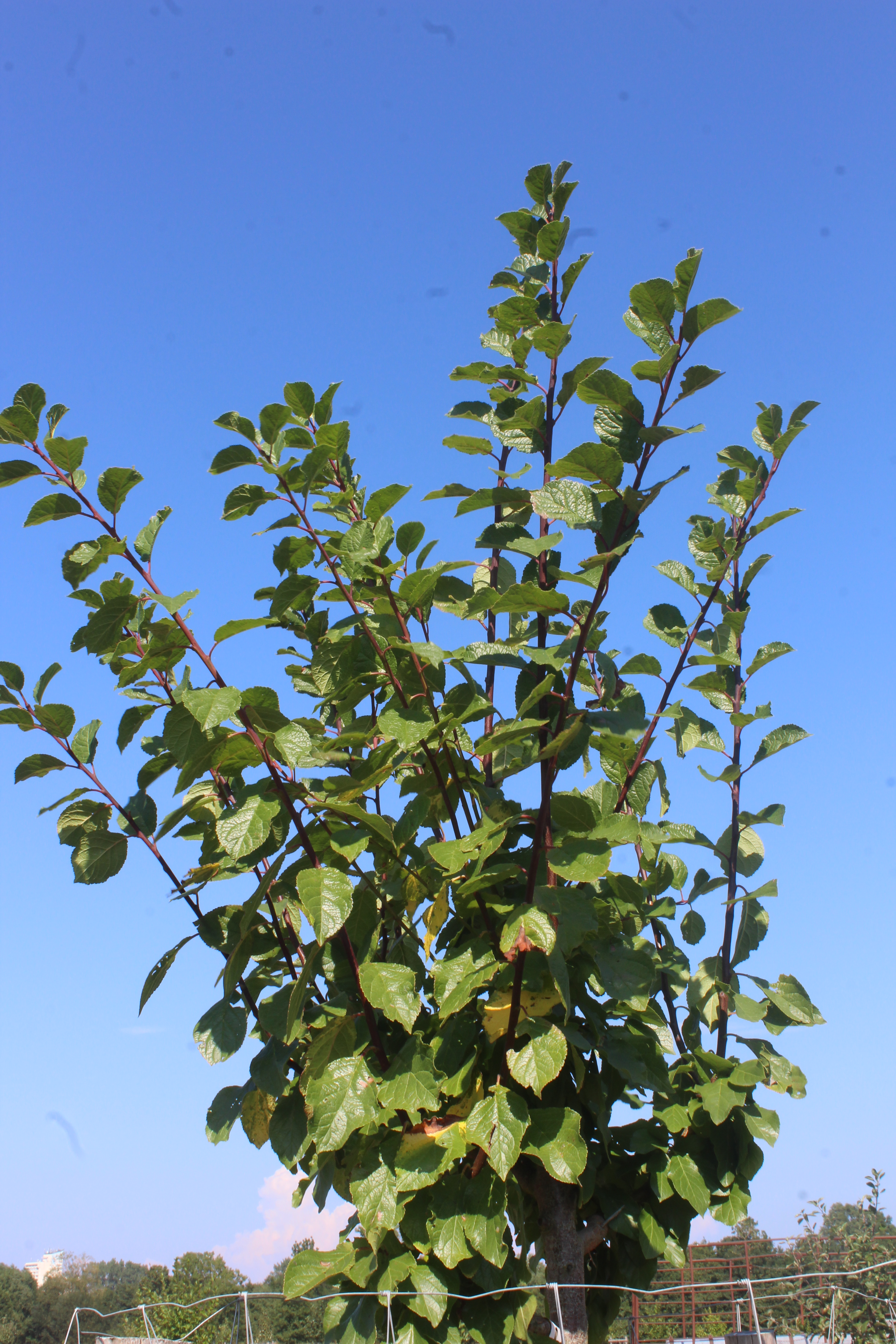

Oullins Reneklode (ursprünglich Reineclaude d'Oullins) ist eine Sorte der Reneklode (Prunus domestica subsp. rotunda). Sie wurde um 1800 auf einem Gut in Coligny in Frankreich gefunden und später von der Baumschule Massot in Oullins (südwestlich von Lyon) verbreitet.
Der selbstfruchtbare Baum ist starkwüchsig. Die im August reifenden, ovalen, gelben und großen Früchte sind süß und wohlschmeckend; das Fruchtfleisch lässt sich gut vom Stein lösen.
Die Früchte werden entweder frisch verzehrt, konserviert oder zu Kompott gekocht.